# Other Voices (The Doors)
Other Voices is het eerste album van The Doors dat verscheen na de dood van zanger Jim Morrison. Het werd uitgebracht in november 1971. De zang werd overgenomen door: Ray Manzarek (toetsenist) & Robby Krieger (gitarist).

## Tracklist
Kant één
1. "In The Eye Of The Sun" (4:48)
2. "Variety Is the Spice of Life" (2:50)
3. "Ships With Sails" (7:38)
4. "Tightrope Ride" (4:15)

Kant twee
1. "Down On The Farm" (4:15)
2. "I'm Horny, I'm Stoned" (3:55)
3. "Wandering Musician" (6:25)
4. "Hang On To Your Life" (5:36)

Alle nummers werden geschreven door The Doors. Als singles werden uitgebracht:
- "Tightrope Ride"/"Variety Is The Spice Of Life" (november 1971)
- "Ships W/ Sails"/"In The Eye Of The Sun" (mei 1972)

Jim Morrison · Robby Krieger · Ray Manzarek · John Densmore